# Вооружённые силы Анголы
Вооружённые силы Анголы (порт. Forças Armadas Angolanas, FAA) — военная организация Республики Ангола, предназначенная для защиты свободы, независимости и территориальной целостности государства. Состоят из сухопутных войск, военно-воздушных сил и военно-морских сил.

## История
Датой создания Вооружённых сил Республики Ангола считается 9 октября 1991 года — когда в соответствии с Биесскими соглашениями официально началась интеграция правительственных Народных вооружённых сил освобождения Анголы (ФАПЛА) и Вооружённых сил освобождения Анголы (ФАЛА) повстанческого движения УНИТА. Ранее на службу ФАПЛА поступили многие бойцы и командиры Армии национального освобождения Анголы (ЭЛНА), вооружённых сил движения ФНЛА.

## Общие сведения
| Вооружённые силы Анголы                                         | Вооружённые силы Анголы |
| --------------------------------------------------------------- | --- |
| Виды вооружённых сил:                                           | Сухопутные войска Анголы, включая военно-воздушные силы; - Национальные военно-воздушные силы Анголы (порт. Força Aerea Nacional Angolana, FANA) Военно-морские силы Анголы (порт. Marinha de Guerra Angola, MGA).(по данным на 2011 год) |
| Призывной возраст и порядок комплектования:                     | Вооружённые силы Анголы комплектуются на основе закона о всеобщей воинской повинности, гражданами Анголы в возрасте 20-45 лет; срок прохождения службы по призыву — 2 года; также предусмотрена добровольная воинская служба для граждан в возрасте 18-45 лет; ВМФ Анголы целиком состоят из добровольцев, служащих по контракту; добровольная воинская служба для женщин в возрасте 20-45 лет. (по данным на 2011 год) |
| Человеческие ресурсы, доступные для воинской службы:            | мужчины в возрасте 16-49: 3,062,438 женщины в возрасте 16-49: 2,964,262 (2010 оценочно) |
| Человеческие ресурсы, пригодные для воинской службы:            | мужчины в возрасте 16-49: 1,546,781 женщины в возрасте 16-49: 1,492,308 (2010 оценочно) |
| Человеческие ресурсы, ежегодно достигающие призывного возраста: | мужчины: 155,476 женщины: 152,054 (2010 оценочно) |
| Военные расходы — процент от ВВП:                               | 3.6 % (по данным на 2009 год), 32 место в мире |

Верховным главнокомандующим по конституции является президент Анголы — с 2017 года этот пост занимает Жуан Лоренсу.
Министром обороны Анголы с 2022 года является Жуан Эрнешту душ Сантуш. Генеральный штаб Вооружённых сил Анголы с 2018 года возглавляет  Антониу Эгиду ди Соза Сантуш.

## Состав вооружённых сил

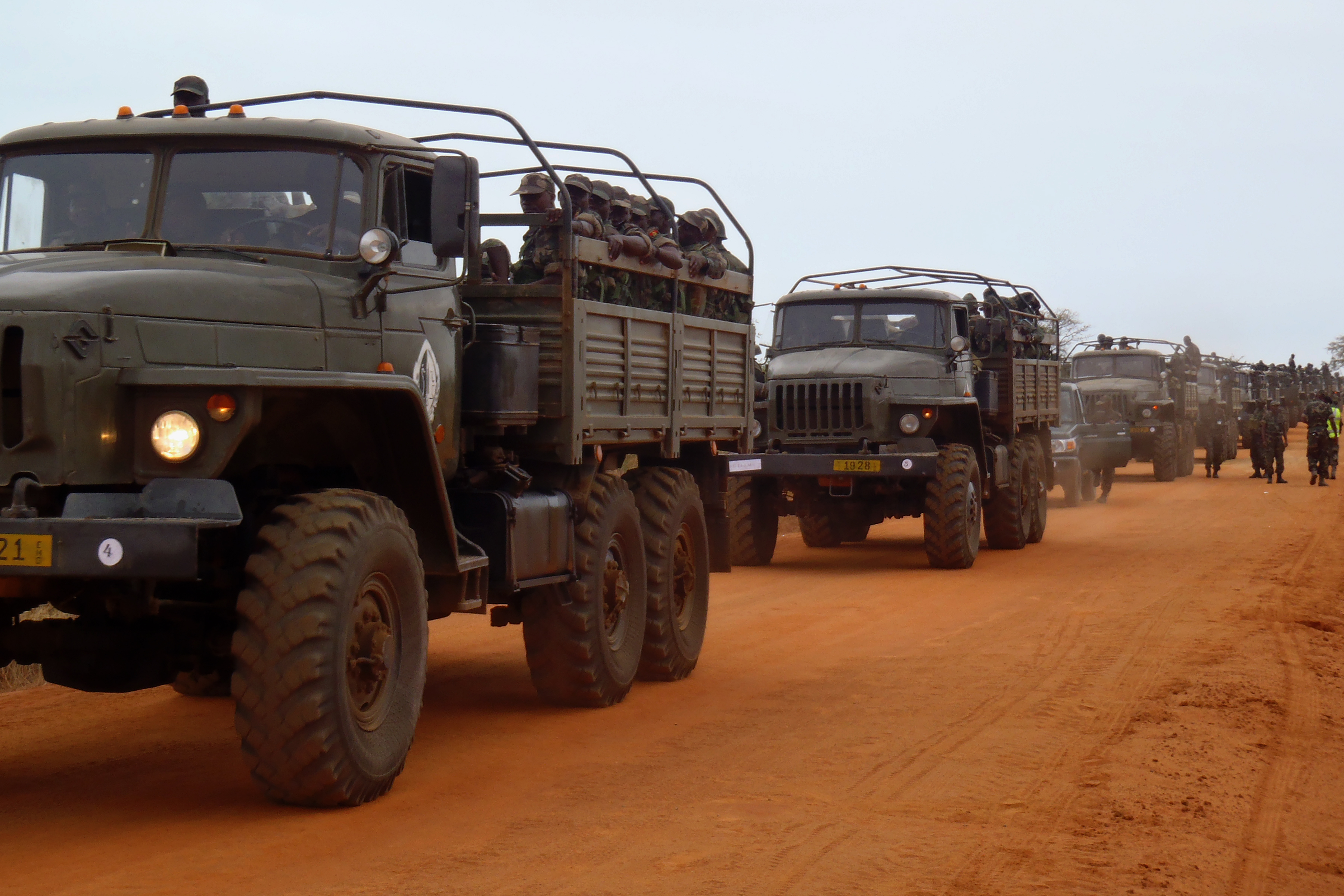
Ангольские солдаты на грузовиках Урал-4320 во время учений Африканского союза «Кванза 2010», 31 июля 2010 года.

### Сухопутные войска
Сухопутные войска Анголы 
делятся на пять военных округов – Луанда, Север, Центр, Восток, Юг. В их составе имеется 1-й АК, пять пехотных дивизий (со 2-й по 6-ю) и 101-я танковая бригада. 
Танковый парк включает от 200 до 400 старых советских Т-54/55, от 50 до 364 Т-62, 22 относительно новых Т-72, от 12 до 65 легких ПТ-76.
На вооружении состоит от 200 до 427 БРДМ-2, примерно 250 БМП-1 и БМП-2, а также до 250 БТР - 48 южноафриканских «Касспир», 11 относительно новых советских БТР-80, от 60 до 430 старых БТР-60ПБ, 31 МТЛБ, до 50 старых чешских ОТ-62 и 9 несколько более новых ОТ-64.
Артиллерия включает 28 САУ (12 2С1 (122 мм), 4 2С3 (152 мм), 12 2С7 (203 мм)), примерно 450 буксируемых орудий (до 273 Д-30 (122 мм), до 170 М-46 (130 мм), 4 Д-20 (152 мм)), более 700 минометов (от 250 до 460 82 мм), 500 (120 мм)), более 100 РСЗО (от 50 до 93 советских БМ-21, 58 чешских RM-70 (122 мм)).
Имеется примерно 500 старых советских ПТРК «Малютка» (в т.ч. 10 самоходных на БРДМ-2) и до 40 самоходных ПТО СУ-100 времен Второй Мировой.
В составе войсковой ПВО имеется до 7 дивизионов ЗРК «Куб», до 80 ЗРК малой дальности (до 29 ЗРК «Стрела-1», до 25 «Оса», до 25 «Стрела-10»), более 1 тыс. ПЗРК (до 1000 «Стрела-2», до 300 «Стрела-3», 150 «Игла-1»), до 90 ЗСУ (до 40 ЗСУ-57-2 (57 мм), до 49 ЗСУ-23-4 (23 мм)).